# 排練
排練也稱為排演（英語：Rehearsal），是在正式表演之前非正式的演出，目的是為了確認表演的所有細節都已準備妥當。排練一般會用在表演艺术中，是正式公開表演前的準備性演出，不過也可以用在其他場合，是為了要達預期效果的事先演練工作。

## 彩排
或綵排，是正式表演前的完整排練，演出者需演出完整內容。若是戲劇演出，演員需帶妝、穿著戲服（彩排的顏色、「色彩」），背景可以用道具代替。若是音樂表演，彩排是正式表演前的最後一次排練。

## 劇場、歌劇
在戲劇製作過程中會有一些排練，稱為順排（run-throughs），但其中不會包括戲劇中技術層面的內容，這類排練的目的是讓演員練習對話，並且讓演員固定走位的細節。
Q-2-Q也稱為cue to cue，是和cue有關的技術排練，主要是針對和表演有關的燈光及音效技术员，這些也是表演中重要的一部份。一般會讓舞台监督和各技术負責者排練戲劇中的技術層面，包括何時要開燈、要有音效，讓道具移上舞台或移下舞台，並確認及排除不協調之處。在Q-2-Q過程中，演員不用演出所有整場的內容，只要演出舞台监督指定的對話及動作，這些是舞台监督標示，用來開始一些燈光、音效等技術程序（cue）的演出，也就是這類排練會稱為cue to cue的原因。簡化版的Q-2-Q只有每一幕或每一場的開始和結束，有時會稱為tops and tails。極少數戲劇中有複雜的技術內容，會在技術週前有額外的Q-2-Q排練。
Q-2-Q後一般是dry tech的排練，此處只包括技术员排練cue，沒有演員實際的表演。彩排是指一次或數次的排練，演員會穿著實際演出時的服裝，從頭到尾排練一次，包括中場休息的暫停，而所有的燈光及音效也和實際演出時一様。open dress是指邀請個別人士擔任觀眾的彩排，可能是顧客（其票價較便宜）、劇組的家人或朋友、或是媒體的評論員。彩排一般是在正式演出前最後的排練，而且會在技術週的最後。預演（preview）在技術上已經是演出，而且有購票入場的觀眾，其也稱為是排練的原因是在一些複雜的演出，若遇到不可避免或無法解決的問題時，演出可能會暫停，甚至回到較早的時間點重演。一般預演的票價會比正式的演出便宜。
日本傳統的能劇演出，演出者主要是個別排練，只在演出前幾天有集體的排練。這是為了強調演出的顷刻，也就是日本一期一會的哲學。

## 音樂

### 專業音樂團體
專業的樂團或合唱團，會為了和諧的旋律合奏及確認各器樂部（或聲部）的節奏一致，而進行部份樂曲的的排練。專業團體一般會在第一次演出的前幾天，舉行二至三次的排練。專業團體也比較不會像業餘團體會多次排練完整的內容，一般而言，會依旋律或是和聲的觀點，找出一些較具有挑戰性的內容進行排練。像有些用到複節奏的當代作品，管弦樂團中某些器樂部的節奏是4/4，而其他的器樂部是5/4，在旋律的協調上就是很大的挑戰。指揮會用排練號說明在樂曲中的不同位置，並向大家說明指揮想要的演奏（或是演唱）方式。
若樂曲中某一部特別有挑戰性（例如中提琴部份有較複雜的過渡樂句），樂團或合唱團會進行分部練習，只由特定的器樂部（例如木管樂器或是低音大提琴）或是聲部（例如男低音）進行練習，若其旋律很有挑戰性，指揮也會一起參與。
若是演奏协奏曲，獨奏者在和樂團排練之前，會先用鋼琴代替樂團，配合鋼琴排練（因此若是鋼琴协奏曲，排練時就會有二台鋼琴）。為了幫助獨奏者或是室內樂排練時確認其節拍，可以使用節拍器。音樂演出的彩排不意味演奏者要穿正式演奏要穿的服裝，只是在正式演出前的最後一次排練，而且會演奏完整的內容。在一些樂團中，彩排時會有少數的聽眾（一般是大學音樂系的學生）。

### 業餘音樂團體

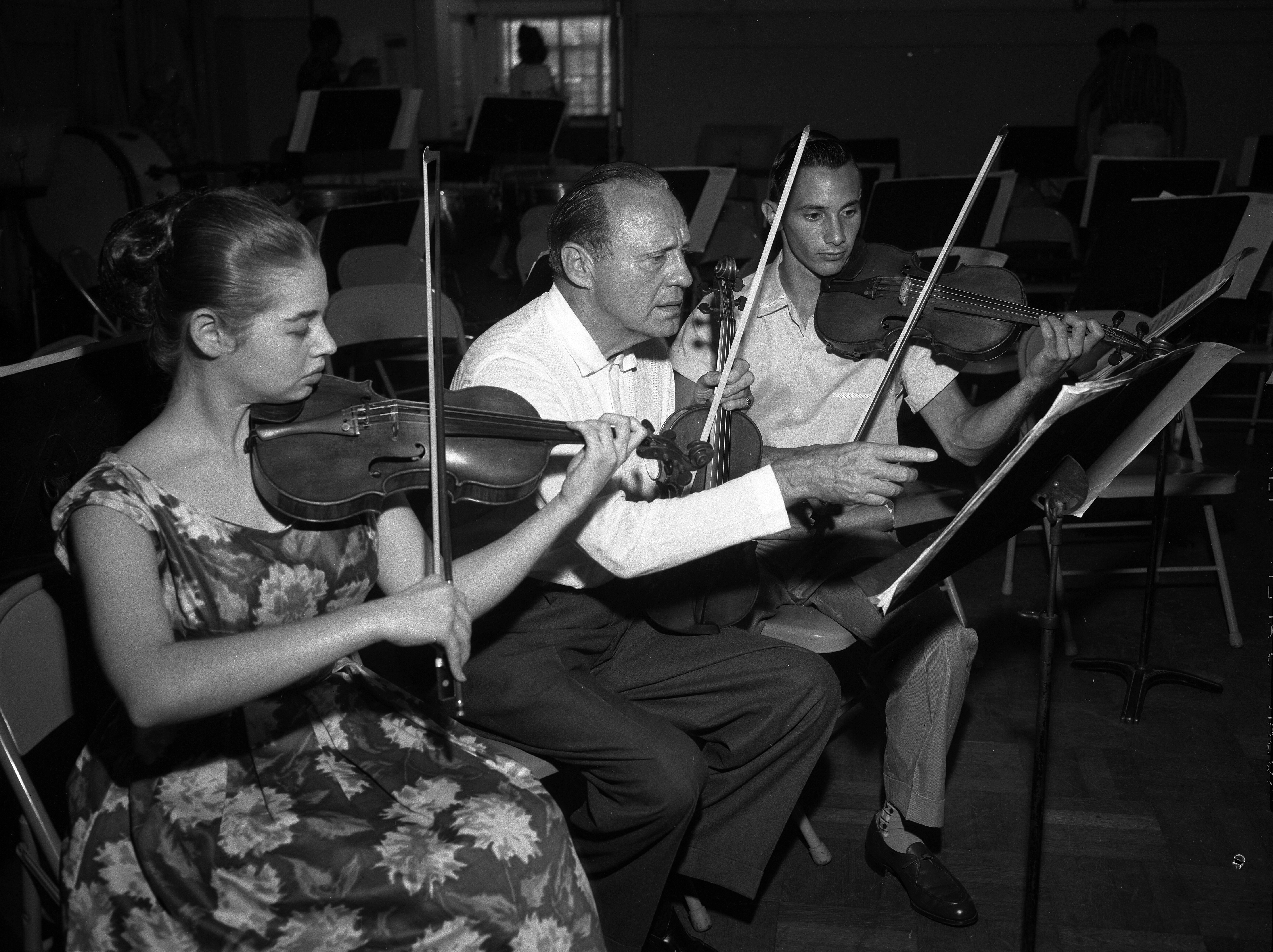
1959年杰克·本尼和加州少年交响乐团成員一起排练

業餘的管弦樂團或是室內樂團（像有興趣者組成的樂團）會因為一些原因進行樂曲的排練。其中一個原因是讓合奏旋律協調，但還有其他的原因。在業餘樂團中，帶領者會用排練來教演奏者不同時期音樂演奏的風格及技巧，同時，帶領者也會選擇一些可以讓演奏者學到新技巧的樂曲，例如更複雜的旋律。在業餘樂團中，演奏者排練時可以有多次機會演奏困難的段落。業餘樂團會比專業樂團更常進行分部練習。另一個業餘樂團和專業樂團的差異是排練的次數。業餘樂團在大型的演奏前幾個月就會開始排練，次數可能會到十次甚至十五次，專業樂團可能只要在兩天前排練二次即可。
若業餘音樂團體的演出還包括音樂以外的內容（如戲劇），會在演出當天將所有內容走一次，演員依其順序上台及下台，但不實際表演其內容。

## 其他情形下的排練
排練和彩排已用在表演藝術之外的場合。例如組織要學習新的程序，可能會事先進行排練。一些機構也會針對災害進行演練（例如火警逃生）。军队會針對可能的攻擊目標進行軍事演習。當組織要導入重大的工業或技術變更時（例如資訊系統），也會事先進行演練，特別是一些需要統整許多事件，在有限時間內完成的事件。像許多公司就針對2000年问题及歐洲聯盟經濟暨貨幣聯盟的成立進行過演練。